# Greve Gymnasium
Greve Gymnasium er et større gymnasium og hf-kursus, som er beliggende i Greve. Gymnasiet har ca. 1200 elever og ca. 100 lærere.
På Greve Gymnasium lægges der stor vægt på fællesskab, og det gøres ved ugentilige morgensamlinger for hele skolen, samt specielle uger og arrangementer hvor elever arbejder sammen på tværs af klasser og årgange.
Gymnasiet hed oprindeligt Greve Amtsgymnasium og blev drevet af Roskilde Amt, men har siden strukturreformen været en selvejende institution, og skiftede derfor navn.

## Kendte studenter
- ca. 1983: Peter Mogensen, cand.oecon. og politisk kommentator
- 1986: Henrik Sass Larsen, politiker, MF
- 1989: Susanne Clemensen, jurist og politiker, MF
- ca. 1991: Lasse Rimmer, tv-vært og stand-up komiker
- ca. 1993: Paw Henriksen, skuespiller
- 1993: Michael "MC" Christiansen, stand-up komiker
- 1995: Stephanie Surrugue, dansk-fransk journalist
- ca. 1996: Karsten Green, stand-up komiker
- 2000: Rikke Louise Andersen, iværksætter og politiker
- 2008: Morten Dahlin, politiker, MF